# Karl Graf (Politiker, 1920)
Karl Graf (* 16. Juni 1920 in Hasberg; † 2007) war ein deutscher Politiker, Schreiner und Landrat des ehemaligen Landkreises Krumbach.

## Leben
Karl Graf wurde am 16. Juni 1920 in Hasberg als Sohn von Anna und Remigius Graf geboren, die in Hasberg eine Landwirtschaft, eine Brauerei und eine Gastwirtschaft betrieben. Er besuchte die Volksschule und 1937 die Staatliche Oberrealschule in Augsburg. Seine Ausbildung machte er bei der Gewerblichen Fachschule und umfasste ein Praktikum bei MAN. Von 1939 bis 1940 war er als Ingenieur-Assistent auf dem Schnelldampfer „Europa“ tätig. Danach folgte ein zweijähriges Maschinenbau-Studium in Bingen. Bis 1945 war er Ingenieur-Leutnant bei der Kriegsmarine.
Nach seiner Heimkehr gründete er 1946 zusammen mit Heimatvertriebenen in Hasberg eine kleine Schreinerei. 1950 baute er ein Werks- und Wohngebäude. Er beschäftigte zehn Mitarbeiter und fertigte später für  internationale Kunden über hundert Segelboote aus Mahagoni von bis zu sechs Metern Länge.
Am 15. Mai 1954 heiratete er seine Frau Gertrud, die als praktische Ärztin am Krankenhaus Krumbach arbeitete und nach der Heirat eine Privatpraxis in Hasberg eröffnete und als Kurärztin im Heilbad Krumbad tätig war. Aus der Ehe gingen fünf Söhne hervor und eine Tochter die im Alter von nur neun Monaten verstarb.
Karl Graf kandidierte bei der Landratswahl 1955 im Landkreis Krumbach mit Unterstützung der Deutschen Partei. Im ersten Wahlgang setzte er sich gegen zwei Kandidaten durch und kam in die Stichwahl. Diese gewann er schließlich mit über 68 Prozent. Ohne vorherige kommunalpolitische Tätigkeit wurde er somit Landrat und blieb dies bis 1972 bis zur Auflösung des Landkreises Krumbach durch die Gebietsreform in Bayern.
Der letzte Hasberger Bürgermeister Georg Paul ernannte Graf für die Verdienste um seine Heimatgemeinde im Juli 1972 zum Ehrenbürger.

## Auszeichnungen
- Ehrenbürger der Gemeinde Hasberg seit 3. Juli 1973
- Kommunale Verdienstmedaille in Silber
- Verleihung des Titels Alt-Landrat
- Das Bundesverdienstkreuz hat Karl Graf aus persönlichen Gründen abgelehnt.